# 1277 هـ
1277 هـ هي سنة في التقويم الهجري امتدت مقابلةً في التقويم الميلادي بين سنتي 1860 و1861 م.

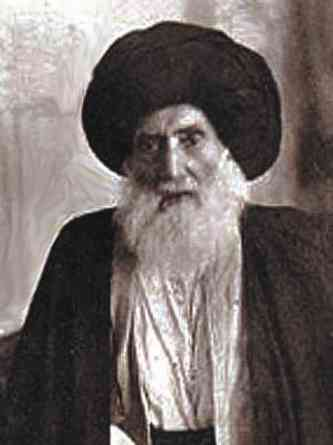
أبو الحسن الموسوي الأصفهاني

## أحداث
- الإمام فيصل بن تركي يرسل رد لأمير الرس.
- الإمام فيصل بن تركي يقوم بإنشاء مسجد الوشم.
- الإمام فيصل بن تركي يقوم بدحر السديري لضربهم للقطيف.
- الإمام فيصل بن تركي يطلب من الدولة العثمانية بتوسعة المسجد النبوي.
- الإمام فيصل بن تركي يزور أبها.
- الإمام فيصل بن تركي يثبت لبقية الدول بأن اسم الدولة هي الدولة السعودية الثانية.
- الإمام فيصل بن تركي يهزم الأشراف في معركة ضرب الأرض.

## مواليد
- أحمد الزواقي
- أبو الحسن الموسوي الأصفهاني
- أديب الممالك الفراهاني
- أسعد داغر
- جعفر الحلي
- حبيب الله الرشتي
- علي أكبر النهاوندي
- علي بن موسى التبريزي
- علي محمود الريماوي
- قليني فهمي
- ناصر الدين دينيه
- الأمير عبدالله العسكر

## وفيات
- عبد العزيز بن محمد بن عبد الله
- كوزجارتن
- محمد بن عمر الفاخري